# Music Centre (Helsinki)
Il Music Centre di Helsinki (in Finlandese Helsingin Musiikkitalo, in Svedese: Musikhuset i Helsingfors) è una sala da concerto e un centro musicale posto nel centralissimo quartiere di Töölö a Helsinki, capitale della Finlandia. L'edificio è sede della Sibelius Academy e di due orchestre sinfoniche, la Finnish Radio Symphony Orchestra e la Filarmonica di Helsinki.

Il Music Centre di Helsinki sorge in un sito prestigioso, per importanza culturale, nei pressi della Casa Finlandia, del Museo d'arte contemporanea Kiasma e di fronte al Parlamento finlandese.
La sala da concerto principale può ospitare 1704 persone. L'edificio contiene cinque sale più piccole per 140-400 ascoltatori. Questi includono una sala di musica da camera, una sala opera da camera, una sala organo, una sala 'blackbox' per la musica amplificata elettricamente e di una sala prove. Le sale più piccole sono utilizzate regolarmente da studenti della Sibelius Academy per la loro formazione e per i concerti degli studenti.

## Storia

### Planning
I musicisti classici a Helsinki hanno desiderato una apposita sala da concerti da quando la sala dell'Università di Helsinki, dove Jean Sibelius ha diretto alcune delle sue opere, è stata danneggiata nella seconda guerra mondiale. È stata quindi progettata la Casa Finlandia da Alvar Aalto, completata nel 1971 presto diventata uno dei principali luoghi per concerti. La Casa Finlandia è stata però concepita come edificio ad uso misto centro congressi e sala concerti, quindi l'acustica della sala principale non era soddisfacente. L'Accademia Sibelius ha espresso interesse per una nuova sala da concerto nel 1992, e la pianificazione è iniziata nel 1994. Le due principali orchestre sinfoniche di Helsinki, la Finnish Radio Symphony Orchestra e la Filarmonica di Helsinki hanno aderito al progetto. Un concorso di architettura sul progetto si è svolto nel 1999 e nel 2000 per un sito a Töölö, di fronte al palazzo del Parlamento. Il concorso è stato vinto dai LPR Architects di Turku, con capo progettista l'allora trentenne architetto Marko Kivistö.
Il sito era precedentemente occupato dai Magazzini VR e inoltre sono sorte polemiche per il grande volume dell'edificio progettato, ciononostante il consiglio comunale di Helsinki ha approvato il progetto nel 2002. Nel 2007 è stato raggiunto un accordo coi Magazzini VR per costruire il Centro.

### Costruzione

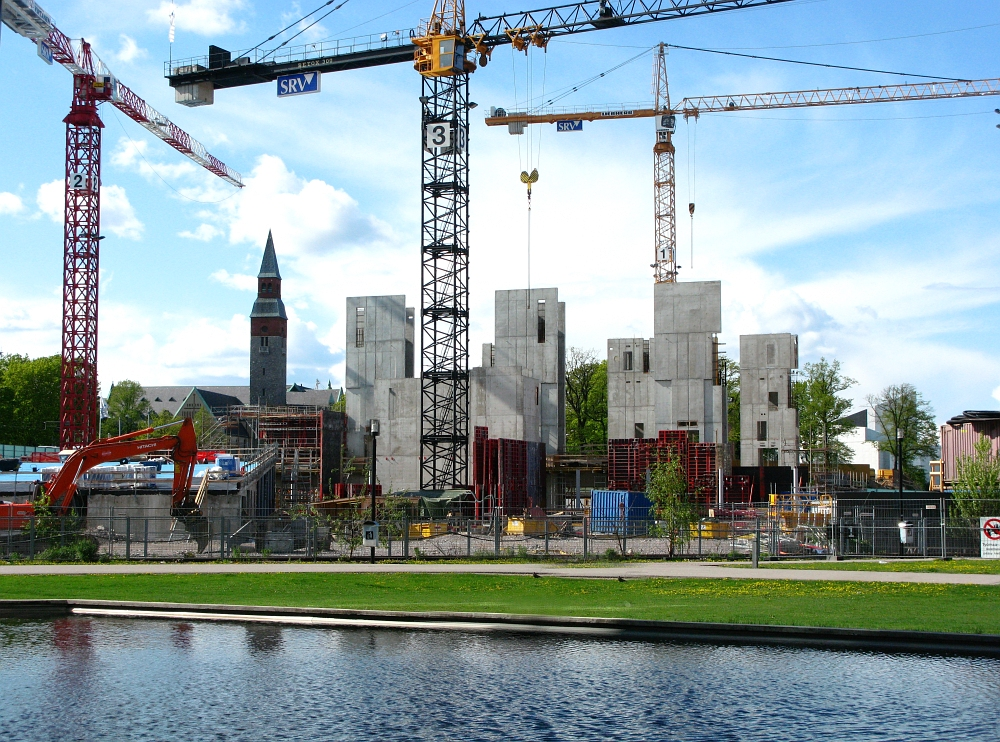
I lavori di costruzione nel maggio 2009

La prima pietra fu posta il 22 ottobre 2008. Il ministro delle Finanze Jyrki Katainen ha tenuto un discorso durante l'evento.

L'edificio completato è stato formalmente approvato e consegnato ai proprietari alla fine di aprile 2011. Tuttavia, la cerimonia di apertura formale ed il primo concerto si sono tenuti soltanto mesi dopo, il 31 agosto 2011.  Questo ha dato tempo ai musicisti di abituarsi alla nuova sala da concerto e ai costruttori di completare le opere di arredo urbano intorno all'edificio. Il programma del concerto di apertura comprendeva varie esibizioni di studenti della Sibelius Academy: Tapiola di Sibelius e canti eseguiti dal Filarmonica di Helsinki (direttore Giovanni Storgårds) con il soprano Soile Isokoski  oltre alla "La sagra della primavera" di Stravinskij eseguita dalla Finnish Radio Symphony Orchestra (direttore Sakari Oramo). È inoltre stata eseguita la Finlandia di Sibelius congiuntamente dalle due orchestre e coro della Sibelius Academy (direttore Jukka-Pekka Saraste).

## Acustica
Il consulente per l'acustica dell'edificio è stato Yasuhisa Toyota. L'acustica della sala principale ha ricevuto gli elogi dei direttori d'orchestra e musicisti delle due orchestre sinfoniche.

## Architettura
Il sito è molto impegnativo dal punto di vista del design, come tutti gli edifici vicini, monumenti architettonici di importanza nazionale in Finlandia, che rappresentano una vasta gamma di stili e periodi architettonici. Il vincitore del concorso di architettura LPR Architects ha intitolato il progetto "A Mezza Voce", riferendosi ad un edificio sobrio che mira a unificare l'ambiente, anziché competere con gli edifici intorno per importanza e maestosità. Una parte considerevole del volume del centro musicale è interrato per mantenere il tetto dell'edificio in linea con i gli edifici vicini. Una terrazza panoramica ampia e in pendenza copre la struttura sotterranea e fa parte di un parco aperto di fronte al palazzo del Parlamento. Il grande atrio con pareti in vetro si apre sul verde del parco.
Le pareti della principale sala da concerto sono in parte di vetro a livello atrio, permettendo la trasmissione della luce dal foyer nella sala da concerto stesso. Le pareti di vetro possono essere chiuse con tende situate tra gli elementi in vetro, se la luce del giorno non è desiderata durante una performance. Il capoprogetto Marko Kivistö ha dichiarato che le forme della parte esterna sono volutamente semplici, per rivelare un interno più vario e movimentato. Il colore verde della facciata in rame è progettato per accordare l'edificio con i prati e parchi circostanti. L'edificio si propone di fornire una cornice per una nuova vista alla forma curva del Museo di arte contemporanea Kiasma, che sorge di fronte al parco del Centro.